# GN-z11
GN-z11 — галактика в созвездии Большой Медведицы (экваториальные координаты: 12ч 36м 25,46с 62° 14′ 31,40″). Имеет красное смещение z = 10,6034, свет шёл от галактики 13,4 миллиарда лет, то есть он был испущен спустя 400 миллионов лет после Большого взрыва. Вследствие расширения Вселенной, сопутствующее расстояние до галактики GN-z11 составляет около 32 миллиардов световых лет, скорость удаления (лучевая скорость) галактики, примерно, 295 000 км/с (более 0,98 от скорости света). Галактика GN-z11 в 25 раз меньше Млечного Пути по размеру и в 100 раз меньше по массе звёзд. Наблюдаемая скорость звездообразования оценочно в 20 раз превышает современную для Млечного Пути.
До открытия HD1, GN-z11 являлась самым удалённым из известных объектов во Вселенной, хотя имеется вероятный конкурент — галактика UDFj-39546284, красное смещение которой оценивается в 11,9. Ещё ранее наиболее удалённой от Земли галактикой считалась Egsy8p7 (расстояние — 13,1 миллиарда световых лет, красное смещение z = 8,68), которая была найдена в обсерватории Кека на Гавайях летом 2015 года.
GN-z11 была идентифицирована группой изучения данных космического телескопа «Хаббл» с помощью Широкоугольной камеры 3. Космический телескоп «Джеймс Уэбб» обнаружил четыре самые далёкие из когда-либо наблюдаемых галактик, одна из которых, предположительно, образовалась всего через 320 млн лет после Большого взрыва, давшего начало Вселенной. Красное смещение JADES-GS-z13-0 z = 13,2, что соответствует временной отметке в 320 миллионов лет после Большого взрыва и делает её самой далекой из известных галактик, чье открытие подтверждено. Красное смещение галактик JADES-GS-z10-0, JADES-GS-z11-0 и JADES-GS-z12-0 z = 10,38, 11,58 и 12,63 соответственно.

## В искусстве
«GN-z11» — песня из альбома «Прощай, оружие» музыканта Дельфин.

## Галерея

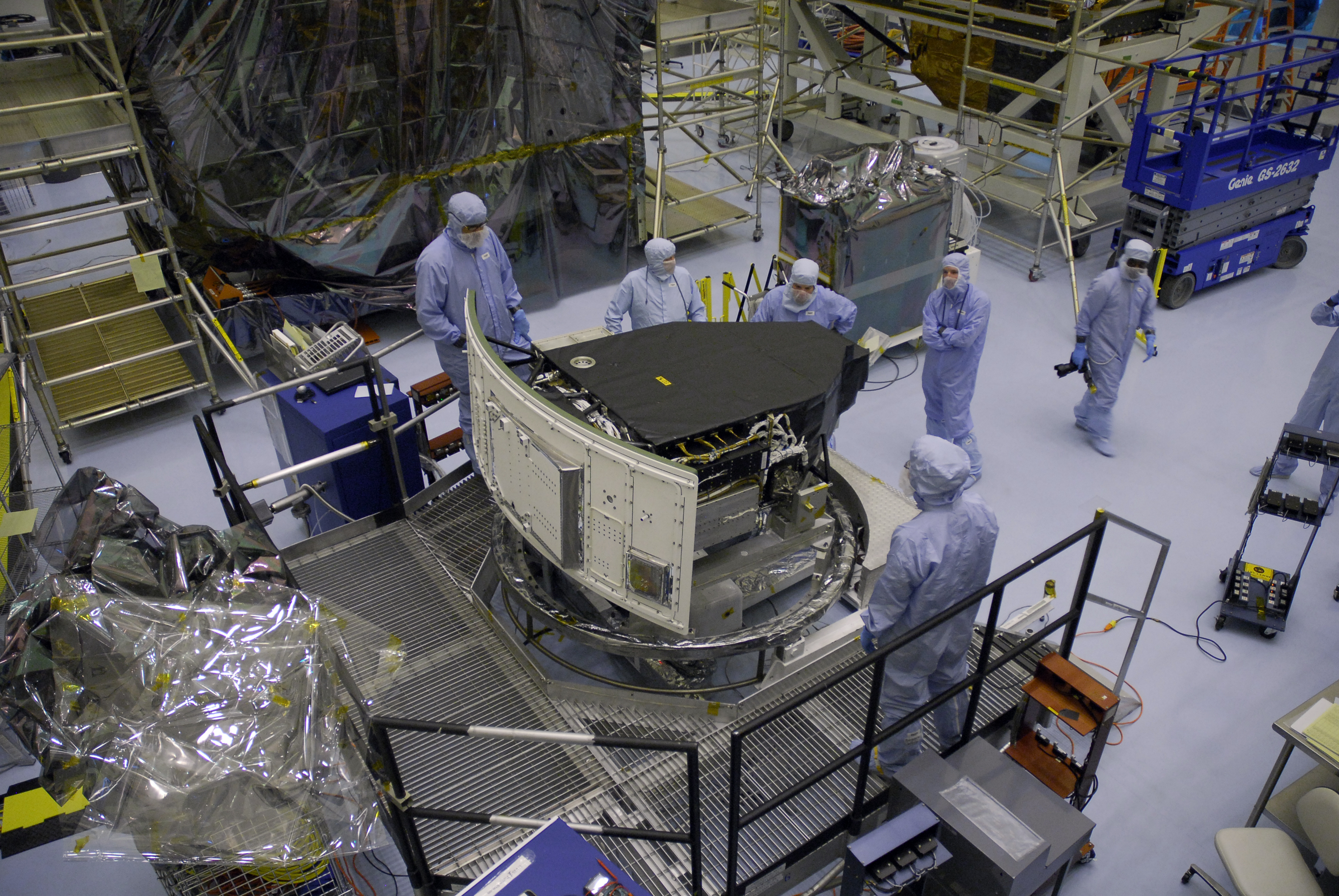
Широкоугольная камера 3 перед запуском STS-125 по программе «Спейс шаттл»